# Cynopolis
Cynopolis ou Kynopolis ou Kynopolites est une ville de l'Égypte antique située sur la rive orientale du Nil en Haute-Égypte vouée au culte du dieu chacal Anubis. L'emplacement exact de la ville n'est pas connu faute de vestiges archéologiques mais est identifiée comme étant la ville de Hardaï des sources écrites égyptiennes, une localité érigée en capitale des XVIIe et XVIIIe nomes de Haute-Égypte, unifiés administrativement à partir du règne de Ramsès V.  

## Étymologie
Le toponyme Cynopolis est la forme latine du terme grec: κυνοπολἰτης (Kunopolites) forgé à partir de l'expression κυνῶν πολις (kunôn polis) « la ville des chiens ». Les égyptologues admettent d'une manière unanime que la Cynopolis des Grecs est identique à la ville de Hardaï « Horus est ici » des sources écrites égyptiennes.

## Culte
La ville serait vouée principalement au culte d'Anubis mais il y aurait aussi celui de sa femme, Anupet et de leur fille Qébéhout. Ils sont tous trois vénérés sous le nom de Triade de Cynopolis. 
Il y aurait donc un temple dédié à Anubis et un à la triade.

## Localisation
La localisation précise de la ville de Cynopolis fait encore débat. Hardaï, son nom égyptien, évoque un culte rendu à un dieu faucon que l'on peut volontiers approcher du dieu Dounânouy. Or cette divinité figure sur l'emblème du XVIIIe nome de Haute-Égypte situé sur la rive orientale du Nil. Le britannique Alan Gardiner voit en Hardaï une localité située à la frontière des XVIIe et XVIIIe nomes et reconnait en elle la capitale des deux nomes, séparés selon des sources géographiques religieuses mais unifiés administrativement à partir du règne de Ramsès V. Selon un écrit du géographe alexandrain Claude Ptolémée, la ville était située sur une île au milieu du fleuve sur la même latitude que la ville de Saka. 
L'opinion majoritaire parmi les universitaires est de situer la ville près de l'actuelle bourgade de Sheikh Fadl sur la rive orientale, où une nécropole de chiens momifiés a été trouvée. Cependant aucun vestige urbain n'a été découvert dans cette zone. En 1983, Farouk Gomaà a proposé comme emplacement les collines situées à quelques kilomètres à l'ouest et au sud-ouest de la bourgage de El-Kais, sur la rive occidentale, et qui a été identifiée comme l'antique ville de Saka vouée au culte de Bata, une divinité taurine présentée sous la XIXe dynastie comme le frère cadet d'Anubis dans le Conte des deux frères.

## Histoire
Le Papyrus Harris, rédigé vers la fin du règne de Ramsès III mentionne un temple d'Anubis à Hardaï et d'après le Papyrus Wilbour, cette ville est la métropole administrative d'une région connue sous le nom de ta khahet en Hor-dy (nome de Hordaï). À l'époque gréco-romaine, sauf dans les temples, le XVIIIe nome n'est plus mentionné, les prêtres étant plus soucieux d'afficher une géographie idéale que réelle. Il est possible que la fusion avec le XVIIe nome s'est opérée durant l'époque ramesside.